# 赵长胜
赵长胜（1957年—），辽宁彰武人，满族，中华人民共和国政治人物、第十一届全国人民代表大会江苏地区代表。
毕业于武汉大学大地测量学与测量工程专业。加入九三学社。担任江苏徐州师范大学社会学院院长。2008年起担任全国人大代表。